# Sent på jorden
sent på jorden: dikter 1927–31 är en diktsamling av Gunnar Ekelöf, utgiven 1932.
Med sitt mörkt desperata och nyskapande språk och influenser från den då ganska okända surrealismen väckte boken till en början ringa förståelse men har senare kommit att betraktas som ett av de mest banbrytande verken i svensk litteratur. Mest känd är kanske dikten "sonatform denaturerad prosa" med sin uppmaning om att "krossa bokstävlarna".

## Stil och influenser
Dikterna skrevs huvudsakligen mellan 1929 och slutet av 1931. Ekelöf har i efterhand själv betecknat sent på jorden som en "självmordsbok", skriven under inflytande av Stravinskijs Våroffer. Dikterna ger uttryck för sammanbrott, främlingskap, kontaktlöshet, futilitet och förtvivlan men har också inslag av förtröstan, upproriskhet och groteskerier som pekar fram mot Ekelöfs Strountes-diktning. 
Boken sågs som den första svenska surrealistiska diktsamlingen men rymmer en rad olika influenser, bland annat från österländsk diktning, fransk modernism (särskilt surrealisten Robert Desnos som Ekelöf också översatte), dadaism och Art concret. Ekelöf har också avslöjat att den inledande dikten "blommorna sover i fönstret..." rymmer allusioner på Pär Lagerkvists Gäst hos verkligheten och August Strindbergs Ensam.
"sonatform denaturerad prosa", inspirerad av den tyske dadaisten Kurt Schwitters, är ett genomfört musikaliskt experiment där en nedbrytning av syntaxen till enkla, mekaniska ordföljder upprepas som motiv i enlighet med sonatformens uppbyggnad i tre satser. En annan dikt, "apoteos", anknyter med sin geometriska form till samtida, abstrakt bildkonst.

## Utgivning och mottagande
sent på jorden utgavs i april 1932 av Spektrum förlag, och var förlagets första bokutgivning. Upplagan var begränsad till 600 exemplar, varav 50 exemplar var numrerade från I till L. 250 exemplar numrerades från 1 till 250 medan resterande 300 exemplar var onumrerade och kallades för andra upplagan (trots att de alltså hörde till första upplagan). På titeluppslaget hade Otto G. Carlsund gjort en illustration till boken i rött, svart och grått, där man bland annat ser en ansiktsprofil i rött.
Vid sin utgivning fick sent på jorden ett mestadels negativt och oförstående mottagande. Sten Selander skrev "jag begriper inte ett dugg det fina i kråksången". Selander irriterades av frånvaron av stora begynnelsebokstäver och traditionella skiljetecken och tyckte att de som möjligen skulle förstå dikterna hade hans "uppriktiga beundran – eller mitt uppriktiga medlidande, jag vet sannerligen själv inte riktigt vilketdera". Georg Svensson ansåg att författaren visserligen inte var talanglös, men att hans dikter liknade vackra föremål, som tappats i golvet och gått i tusen bitar och att det var en "esteticism av osundaste sort". Anders Österling visade försiktig förståelse och ansåg att Ekelöfs poesi inte borde avfärdas ty "i all sin onjutbarhet saknar den icke alls karaktär". Entusiastisk, med vissa reservationer för Ekelöfs mörka livssyn, leda och passivitet, var däremot Erik Blomberg: "Ekelöfs debut står i alla fall för mig som en av de märkligaste och intressantaste under senare år, kanske den mest personliga. Han har den äkta poesins slagruta."

## Inflytande
När sent på jorden återutgavs 1962 pekade Ekelöf på vilket inflytande dikterna haft över hans eget författarskap: 
| ” | sent på jorden var i sitt ursprungliga skick ett urval, gjort med flera personer som smakråd, ur en betydligt voluminösare manuskript-anhopning. Till dessa manuskript har jag sedermera alltid återvänt för att hitta dels gömda uppslag som jag vid olika tillfällen mer eller mindre bearbetat, dels faktiskt också för att återfinna den röda tråden i mitt författarskap. I nästan alla mina diktsamlingar finns sålunda sent på jorden-dikter. | „ |

"Röster under jorden" i Om hösten (1951) är ett exempel på en sådan dikt som har sitt ursprung i sent på jorden-perioden.

## Utgåvor
- sent på jorden: dikter 1927–31, Spektrum förlag 1932
- Dikter. sent på jorden. Dedikation, Bonniers 1949
- sent på jorden, Bibliofilupplaga med litografier av Tor Bjurström, Bonniers 1952
- sent på jorden med appendix 1962: En natt vid horisonten 1930–1932, Bonniers 1962
- Skrifter 1. Dikter 1927–1951, Bonniers 1991

På andra språk
- Tard sur la terre / texte original avec une transcription française de Jean-Clarence Lambert, Paris 1952
- Tard sur la terre: suivi de Une nuit à l'horizon / transcrit du suédois et préfacé de Jean-Clarence Lambert, Gallimard, Paris 1988